# Schönberg (Holstein)
Schönberg (Holstein) – gmina uzdrowiskowa w Niemczech, w kraju związkowym Szlezwik-Holsztyn, w powiecie Plön, siedziba urzędu Probstei.

## Współpraca międzynarodowa
- Älvdalen, Szwecja
- Eldridge, USA
- Haljala, Estonia
- Неманское (Nemanskoje), Rosja